# Sia Kangri
Sia Kangri (také Ogre) je hora vysoká 7 442 m n. m. v Baltoro Muztagh, podhůří pohoří Karákóram. Nachází se v pohraničí mezi pákistánskou autonomní oblastí Gilgit-Baltistán, indickým svazovým státem Džammú a Kašmír a Čínou.

## Prvovýstup
Na vrchol Sia Kangri poprvé vylezla v roce 1934 mezinárodní Himálajská expedice, kterou vedl Švýcar/Němec Günther Dyhrenfurth. Na vrcholu stanula také Hettie Dyhrenfurthová, která tak stanovila rekord ženské nadmořské výšky, který trval 20 let.